# Tomás Roldán (regatista)
Tomás Roldán es un deportista argentino que compite en vela en la clase Soling. Ganó una medalla de oro en el Campeonato Mundial de Soling de 2018.

## Palmarés internacional
| Campeonato Mundial | Campeonato Mundial     | Campeonato Mundial | Campeonato Mundial |
| Año                | Lugar                  | Medalla            | Clase              |
| ------------------ | ---------------------- | ------------------ | ------------------ |
| 2018               | San Isidro (Argentina) | Medalla de oro     | Soling             |